# Koimbani

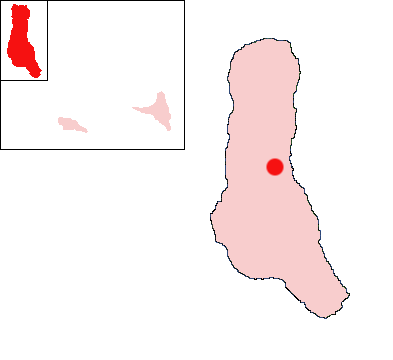
Localisation de Koimbani sur l'ile de la Grande Comore.

Koimbani-Oichili est une ville située au Centre-Est de Grande Comore, en Union des Comores. Elle a longtemps servi de chef-lieu régional depuis le règne depuis des siècles. Koimbani est souvent connu surtout grâce à ses Trambwé, à l'instar du poète et philosophe Mbaé Trambwé. Ce dernier est né en 1735 et mort en 1815. Natif d'Iconi dans le Bambao, Trambwé Mlanao a régné dans la dynastie de Oichili vers la fin du 18e siècle. Son palais royal est toujours debout, à Koimbani sur la place Shangani en face de la porte de la Paix, des sites classés aujourd'hui Patrimoine mondial de l'Unesco. La place Shangani, diminutif de Shanga-Trengwé (abri dédié à la foule) a longtemps servi de haut lieu pour les grandes décisions politiques que prenaient en Assemblée les sept grandes régions de Ngazidja réunies souvent pour résoudre des crises. Sa position au centre de la région fait de Koimbani un lieu stratégique pour l'ensemble des habitations régionales.
Des sites administratifs et autres se sont implantés depuis l'époque coloniale et se sont multipliés dans et après l'indépendance. Parmi ces sites, la première école française construite dans la région sise à la mythique place Gandzé (Mzingadjou). Elle était déjà opérationnelle en 1939 avec comme éducateur, le célèbre instituteur Abdou Soefou, un des éclairés du Temps et natif de Mohéli. Dans les années 70, il y avait déjà une maternité au Centre-ville qui fut construit à côté du palais royal, un Centre d’état civil. La Gendarmerie nationale y est représentée par une brigade construite dans les années 80. La ville a une préfecture ouverte dans les années 90. Depuis 2019, la région de Dimani a sa propre préfecture. La banque Mek y a une branche à l'Ouest de la ville.
École publique vit avec établissement privé depuis 1996, année à laquelle l'école privée Mbaé Trambwé a vu le jour sur initiative d'intellectuels locaux. Deux principales écoles coraniques assurent l'apprentissage de l'islam et de la langue arabe communautaire. La ville compte ainsi un groupe scolaire public, du cours préparatoire (CP) au baccalauréat et un autre groupe scolaire privé, de la maternelle au baccalauréat.
La vie associative a toujours sa place à Koimbani où en 1960 des volontaires de la diaspora malgaches avaient pris l'initiative de financer l'éclairage public de la ville. De nombreux mouvements associatifs animent la vie communautaire culturelle, sportives et autres. Les deux principales équipes locale sont FC Koimbani et Ekos Club. 
La journée Mbaé Trambwé célébrée aujourd'hui par la Fondation Mbaé Trambwé a d'abord été lancée à l'initiative associative (Nour-Zamane longtemps) depuis 1985. On compte une bibliothèque, un médiathèque (en construction) financée par l'ACKE (Association de la Communauté Koimbanienne d'Europe). Des associations culturelles et sportives animent toujours ce domaine depuis de longues années.